# Paraspinibarbus macracanthus
Paraspinibarbus macracanthus és una espècie de peix cipriniforme de la família dels ciprínids.

## Morfologia
- Els mascles poden assolir 40 cm de longitud total.[2][3]

## Hàbitat
És un peix d'aigua dolça i de clima tropical.

## Distribució geogràfica
Es troba a Àsia: el Vietnam, la Xina (Yunnan) i les conques dels rius Nam Xam i Nam Ma a Laos.